# ミューズの鏡
『ミューズの鏡』（ミューズのかがみ）は、日本テレビで2012年1月14日から土曜日25:55 - 26:10（2012年4月7日からは土曜日25:50 - 26:05）に放送された日本のテレビドラマ。放送回数は24回（22話）。
本項では、2012年9月29日に公開された『劇場版 ミューズの鏡〜マイプリティドール〜』についても記述する。

## テレビドラマ

### 概要
何も取り柄のない貧しい女の子が大女優に成り上がっていくサクセスストーリー。大映ドラマのテイストで描かれるドラマである。
指原莉乃にとっては連続ドラマ初主演作となる。脚本と監督を務める福田雄一は同枠の前番組『スフィアクラブ』に続いての起用である。
2012年9月22日より劇場版の公開期間中、日テレオンデマンドで全24話を順次無料配信された。

### あらすじ
かつての名優・沖田竜は、大手プロダクションの引き抜きによって率いていた劇団ミューズを失いかけていた。そんな時、稽古場兼劇場を覗き見していた向田マキの演技が沖田の心を揺り動かした。沖田はマキに今は亡きかつての愛弟子の面影を見て次なる女優として育てようと考えるが、マキは劇団に所属する女優達からいじめの対象となってしまう。

### キャスト
向田 マキ - 指原莉乃（AKB48→HKT48）
演劇に憧れを抱く今作の主人公。1万円札も見たことないほどの貧乏で母親の暮らしを良くしてあげたいと思っている。
沖田 竜 - 池田成志
数年前、女優・花柳レイカを見出し、舞台「ミューズの鏡」で名立たる演劇賞を獲得する。
彩吹 うらら - 平野綾
劇団のトップ女優。マキの才能に気付き成長を応援しつつもライバル心を燃やす。
美川 麗子 - 水沢奈子
劇団員。マキを毛嫌いし、いじめる。
姫川 あやの - 荒井萌
劇団員。麗子の金魚の糞。麗子と共にマキをいじめる。
川島 ともか - 上田眞央
他の女性劇団員と違い、マキに優しい一面を見せ、友人となる。
向田 由美子 - 陽月華
マキの母親だが血縁関係はない。芝居は金持ちの道楽だとして批判している。
近衛 司 - 竹財輝之助
劇団員。大富豪の子息。うららとは恋愛関係にあったがマキに惹かれていく。
君島 清二郎 - 浪川大輔
劇団員。うららとは幼馴染。司と同様に徐々にマキに惹かれていくが、マキと兄妹関係にあると聞かされてショックを受ける。
ファントム - 池田成志（二役）
4月21日放送分に登場。天才女優が現れると目を覚ますといわれている伝説の稽古場の怪人（オペラ座の怪人のパロディ）。以前、花柳レイカの前に現れて以来地下室に封印されていたがマキの登場により再び覚醒した。男色家。

### 放送リスト
| 各回                                   | 各回           | 放送日         | 視聴率 |
| -------------------------------------- | -------------- | -------------- | ------ |
| 1                                      | EP1            | 2012年 1月14日 | 2.6%   |
| 2                                      | EP2            | 1月21日        | 1.8%   |
| 3                                      | EP3            | 1月28日        | 1.8%   |
| 4                                      | EP4            | 2月4日         | 1.0%   |
| 5                                      | 特別編         | 2月11日        | 1.9%   |
| 6                                      | EP5            | 2月18日        | 2.4%   |
| 7                                      | EP6            | 2月25日        | 1.7%   |
| 8                                      | EP7            | 3月3日         | 1.7%   |
| 9                                      | EP8            | 3月10日        | 1.7%   |
| 10                                     | EP9            | 3月17日        | 1.4%   |
| 11                                     | EP10           | 3月24日        | 0.9%   |
| 12                                     | EP11           | 3月31日        | 1.8%   |
| 13                                     | EP12（前編）   | 4月7日         | 2.2%   |
| 14                                     | EP12（後編）   | 4月14日        | 1.2%   |
| 15                                     | EP13           | 4月21日        | 1.2%   |
| 16                                     | EP14           | 4月28日        | 2.1%   |
| 17                                     | EP15           | 5月5日         | 1.4%   |
| 18                                     | EP16           | 5月12日        | 1.5%   |
| 19                                     | EP17           | 5月19日        | 2.0%   |
| 20                                     | EP18           | 5月26日        | 1.6%   |
| 21                                     | EP19           | 6月2日         | 1.3%   |
| 22                                     | EP20           | 6月9日         | 1.9%   |
| 23                                     | EP21           | 6月16日        | 1.4%   |
| 24                                     | EP22（最終回） | 6月23日        | 0.7%   |
| 視聴率は関東地区・ビデオリサーチ社調べ |                |                |        |

### ネット局
| 放送対象地域 | 放送局           | 系列           | 放送期間                                                  | 放送日時                             | 備考             |
| ------------ | ---------------- | -------------- | --------------------------------------------------------- | ------------------------------------ | ---------------- |
| 関東広域圏   | 日本テレビ放送網 | 日本テレビ系列 | 2012年1月14日 - 2012年3月31日2012年4月7日 - 2012年6月23日 | 土曜 25:55 - 26:10土曜 25:50 - 26:05 | 制作局           |
| 大分県       | 大分放送         | TBS系列        | 2012年4月13日 - 2012年4月27日2012年5月4日 - 2012年7月13日 | 金曜 25:25 - 25:55金曜 25:15 - 25:45 | 1回で2話ずつ放送 |

### スタッフ
- 企画協力：秋元康
- TD：大野勝之
- CAM：岸本正人
- VE：横井甲児
- 音声：西森公二
- VTR：田辺拓弥
- LD：高瀬隆治
- TP：辻本豊
- スタジオ：田上浩二
- 美術プロデューサー：吉田敬
- デザイン：天野沙耶花
- 美術進行：安楽信行
- 大道具：福田智広
- 大道具操作：小畑一輝
- 建具：石井洋介
- 装飾：乾川太志
- アクリル装飾：石橋誉礼
- 電飾：森智
- 植木装飾：原利安
- ヘアメイク：池田真希、南礼子
- ウィッグ協力：M3
- 衣装：神波憲人
- 衣装助手：外館七海
- オフライン編集：栗谷川純
- オンライン編集：及川勝仁
- CG：中口岳樹
- MA：西川良
- 選曲：小西善行
- 作曲：瀬川英史
- 効果：荒川望
- ナレーション：村岡希美
- 協力：八峯テレビ、フジアール、レスパスビジョン、ブル、Kカンパニー、TMCスタジオ、ミラクルスパーク、ミラクル・バス
- 宣伝：満松隆一郎
- デスク：富重裕子
- TK：山沢啓子
- 企画協力：窪田康志（AKS）、佐野裕一（田辺音楽出版）
- 「ミューズの鏡」製作委員会：小林将高、茶ノ前香、阿曽幸久、宮崎孝行
- AP：遠藤弘子、小宮有加里
- 助監督：久保田博紀
- 制作応援：飯塚修
- AD：高島一希
- 編成企画：植野浩之
- 編成：脇山浩一
- チーフプロデューサー：面高直子
- プロデューサー：毛利忍、齋藤匠
- 監督・脚本：福田雄一
- 制作協力：acro
- 企画・制作：日本テレビ
- 製作著作：「ミューズの鏡」製作委員会（D.N.ドリームパートナーズ、VAP）

### 主題歌
- 指原莉乃「それでも好きだよ」（avex trax）[注 8]

## 映画
『劇場版 ミューズの鏡〜マイプリティドール〜』のタイトルで、2012年9月29日に新宿ピカデリーほか全国12館で公開。料金は1,000円均一。
キャッチコピーは「すいません… 私、天狗でした。この映画で、出直します。」。
劇団ミューズの新作『マイプリティドール』公演の主役ドール役をマキとうららが争う。
公開に先駆け、同年9月10日には豊川稲荷東京別院にて本作のヒット祈願として、季節外れの豆まき大会が開催された。

### ゲストキャスト
レギュラーキャストは上記を参照。
三木 翼 - マイケル富岡
うららを劇団ミューズから自分のプロダクションへ引き抜こうと画策。後にマキの才能に気付く。

### スタッフ
- 企画プロデュース：秋元康
- 監督・脚本：福田雄一
- ナレーション：村岡希美
- 企画協力：窪田康志（AKS）、佐野裕一（田辺音楽出版）
- 「ミューズの鏡」製作委員会：小林将高、茶ノ前香、阿曽幸久、宮崎孝行
- プロデューサー：毛利忍、齋藤匠（acro）
- 制作協力：acro
- 企画制作：日本テレビ
- 製作：「ミューズの鏡」製作委員会（D.N.ドリームパートナーズ、VAP、松竹）
- 配給：松竹

### 主題歌
- 指原莉乃「意気地なしマスカレード」[注 9][6]

## 関連商品

### DVD
発売元はいずれもバップ。
- ミューズの鏡 上巻 初回限定版（2012年6月15日）
  - 特典映像
    - 指原莉乃密着メイキング
    - 放送第5回特別編完全版（指原莉乃×平野綾×福田雄一対談）

  - 封入特典
    - 「ミューズの鏡」48Pフォトブックレット（上巻）
    - 向田マキブロマイド（3枚入）
- ミューズの鏡 上巻 通常版（2012年6月15日）
  - 特典映像　
    - 「ミューズの鏡」メイキング
    - 彩吹うらら×君島清二郎スピンオフ対談（平野綾×浪川大輔対談）
- ミューズの鏡 下巻 初回限定版（2012年9月12日）
  - 特典映像
    - 指原莉乃密着メイキング〜天才女優・指原莉乃（覚醒編）〜
    - 指原莉乃×福田雄一クランクアップ対談

  - 封入特典
    - 「ミューズの鏡」豪華48Pフォトブック（下巻）　ほか
- ミューズの鏡 下巻 通常版（2012年9月12日）
  - 特典映像　
    - 「ミューズの鏡」メイキング〜「ミューズの鏡」撮影日誌 act.2〜
    - 「ミューズの鏡」スペシャルガールズトーク

- 劇場版 ミューズの鏡〜マイプリティドール〜 初回限定版（2013年2月1日）
  - 特典映像
    - 「劇場版ミューズの鏡」ロングメイキング映像
    - 大ヒット祈願豆まきイベント映像
    - 初日舞台挨拶映像・全2回収録（in新宿ピカデリー）
    - ヒット御礼・博多舞台挨拶映像（in T-ジョイ博多）
    - 劇場予告
    - TV版「ミューズの鏡」再編集ダイジェスト

  - 封入特典
    - 8Pブックレット
    - 「劇場版ミューズの鏡」特製両面ポスター
- 劇場版 ミューズの鏡〜マイプリティドール〜 通常版（2013年2月1日）
  - 特典映像
    - 劇場版ミューズの鏡」ショートメイキング映像
    - 劇場予告

### Blu-ray
- 劇場版 ミューズの鏡〜マイプリティドール〜（2013年2月1日）
  - 特典映像はDVD初回限定版と同内容
  - 封入特典は初回生産分のみDVD初回限定版と同内容